# Старые газеты
«Старые газеты» — интернет-проект, публикующий материалы газет советского периода, освещается история журналистики. Содержание старых газет сканируется, либо набирается вручную и публикуется на сайте. Пользование этими материалами бесплатное.
В 2007 году сайт получил премию РОТОР++ в категории «Архив года».

## Газеты, представленные на сайте
- Амурская правда
- Арзамасская деревня
- Борьба
- Британский союзник
- В бой за родину
- Вечерняя Москва
- Ворошиловец
- Восточно-Сибирская правда
- Гудок
- Дальне-восточные известия
- За коммунистическое просвещение
- За советскую родину
- Знамя коммуны
- Знамя пионера
- Известия
- Казахстанская правда
- Камчатская правда
- Комсомольская правда
- Красная звезда (газета)
- Красноярский рабочий
- Красный маяк
- Крестьянская газета
- Культура и жизнь
- Ленинградская правда
- Ленинградский университет
- Лесная промышленность
- Литературная газета
- Маяк Севера
- Молот
- Московский комсомолец
- Московская правда
- Правда
- Правда Севера
- Советская Россия
- Советский спорт
- Труд